# Hecalus henanus
Hecalus henanus är en insektsart som beskrevs av Cai och Shen 1998. Hecalus henanus ingår i släktet Hecalus och familjen dvärgstritar. Inga underarter finns listade i Catalogue of Life.